# Мостовое (Братский район)
Мостовое (укр. Мостове) — село в Братском районе Николаевской области Украины.
Население по переписи 2001 года составляло 193 человек. Почтовый индекс — 55432. Телефонный код — 5131. Занимает площадь 0,743 км².

## История
В 1946 году указом ПВС УССР село Бенардосовка переименовано в Мостовое.

## Местный совет
55430, Николаевская обл., Братский р-н, с. Анновка, ул. Советская, 22